# Sheridan County (Kansas)
Sheridan County ist ein County im Bundesstaat Kansas der Vereinigten Staaten. Das U.S. Census Bureau hat bei der Volkszählung 2020 eine Einwohnerzahl von 2447 ermittelt.
Der Verwaltungssitz (County Seat) ist Hoxie. Das County gehört zu den Dry Countys, was bedeutet, dass der Verkauf von Alkohol eingeschränkt oder verboten ist.

## Geographie
Das County liegt im mittleren Nordwesten von Kansas, ist im Norden etwa 45 km von Nebraska entfernt und hat eine Fläche von 2322 Quadratkilometern, wovon ein Quadratkilometer Wasserfläche ist. Es grenzt im Uhrzeigersinn an folgende Countys: Decatur County, Norton County, Graham County, Gove County und Thomas County.

## Geschichte
Sheridan County wurde 1880 gebildet. Benannt wurde es nach Philip Sheridan, einem Generalleutnant der Nordstaaten im Amerikanischen Bürgerkrieg.
Zwei Bauwerke des Countys sind im National Register of Historic Places eingetragen (Stand 30. August 2017).

## Demografische Daten

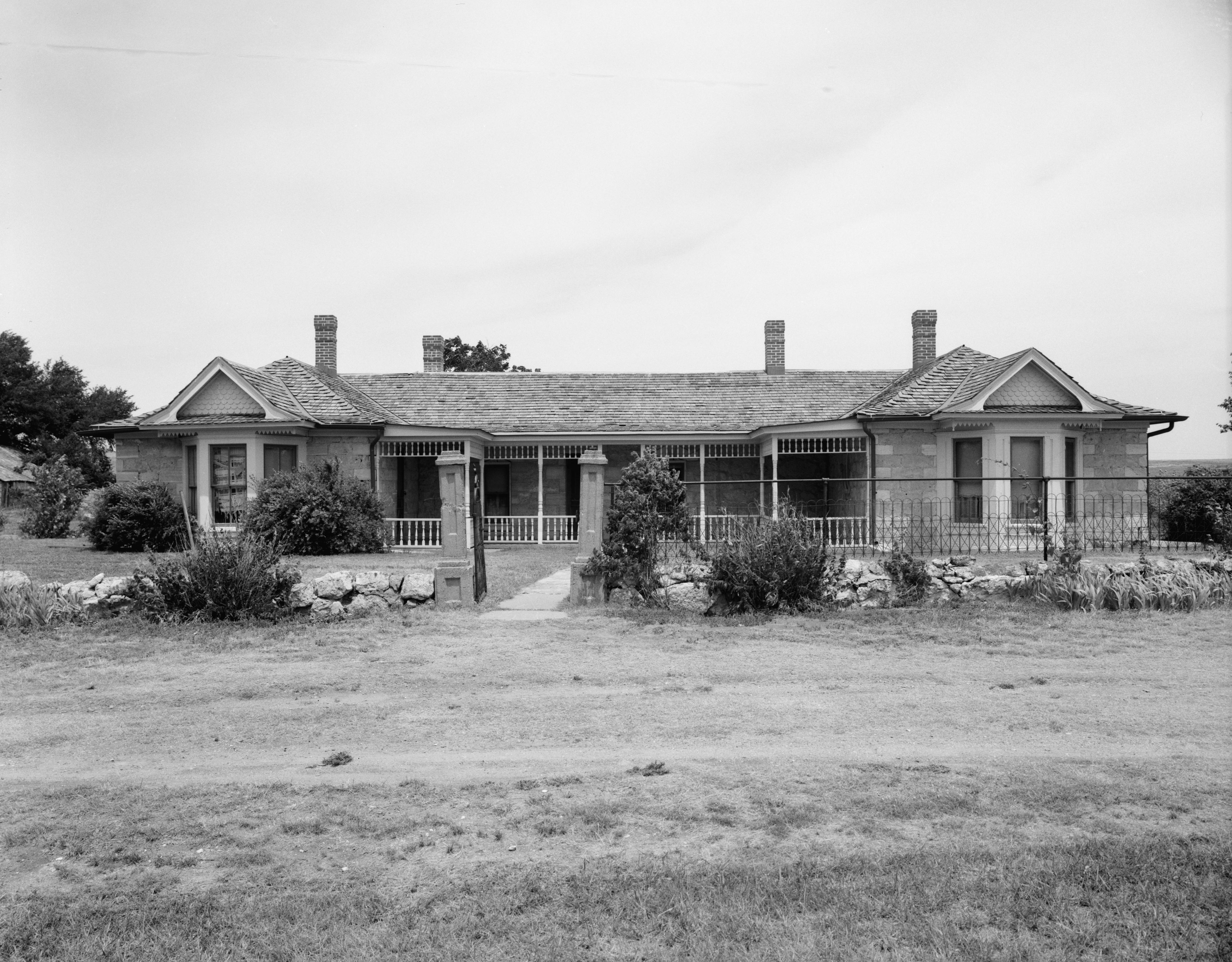
John Fenton Pratt Ranch House, gelistet im NRHP

Nach der Volkszählung im Jahr 2000 lebten im Sheridan County 2813 Menschen. Davon wohnten 44 Personen in Sammelunterkünften, die anderen Einwohner lebten in 1124 Haushalten und 795 Familien im Sheridan County. Die Bevölkerungsdichte betrug 1 Einwohner pro Quadratkilometer. Ethnisch betrachtet setzte sich die Bevölkerung zusammen aus 98,7 Prozent Weißen, 0,1 Prozent Afroamerikanern, 0,1 Prozent amerikanischen Ureinwohnern, 0,1 Prozent Asiaten, 0,1 Prozent Bewohnern aus dem pazifischen Inselraum und 0,4 Prozent aus anderen ethnischen Gruppen; 0,6 Prozent stammten von zwei oder mehr Ethnien ab. 1,5 Prozent der Bevölkerung waren spanischer oder lateinamerikanischer Abstammung.
Von den 1124 Haushalten hatten 30,4 Prozent Kinder unter 18 Jahren, die mit ihnen gemeinsam lebten. 63,8 Prozent waren verheiratete, zusammenlebende Paare, 4,5 Prozent waren allein erziehende Mütter und 29,2 Prozent waren keine Familien. 27,6 Prozent aller Haushalte waren Singlehaushalte und in 14,8 Prozent lebten Menschen mit 65 Jahren oder darüber. Die Durchschnittshaushaltsgröße betrug 2,46 und die durchschnittliche Familiengröße betrug 3,01 Personen.
26,3 Prozent der Bevölkerung waren unter 18 Jahre alt. 5,8 Prozent zwischen 18 und 24 Jahre, 23,7 Prozent zwischen 25 und 44 Jahre, 23,9 Prozent zwischen 45 und 64 Jahre und 20,3 Prozent waren 65 Jahre alt oder älter. Das Durchschnittsalter betrug 42 Jahre. Auf 100 weibliche Personen kamen 100,1 männliche Personen. Auf 100 Frauen im Alter von 18 Jahren und darüber kamen 95,8 Männer.
Das jährliche Durchschnittseinkommen eines Haushalts betrug 33.547 USD, das Durchschnittseinkommen einer Familie betrug 38.292 USD. Männer hatten ein Durchschnittseinkommen von 26.351 USD, Frauen 16.250 USD. Das Prokopfeinkommen betrug 16.299 USD. 12,0 Prozent der Familien und 15,7 Prozent der Bevölkerung lebten unterhalb der Armutsgrenze.

## Orte im County
- Angelus
- Hoxie
- Lucerne
- Seguin
- Selden
- Studley
- Tasco

Townships
- Adell Township
- Bloomfield Township
- Bowcreek Township
- East Saline Township
- Kenneth Township
- Logan Township
- Parnell Township
- Prairie Dog Township
- Sheridan Township
- Solomon Township
- Springbrook Township
- Union Township
- Valley Township
- West Saline Township